# جيران-بانج
جيران-بانج ("خبز البيض الكوري ") وجبة خفيفة دافئة تباع في جميع أنحاء كوريا الجنوبية. خبز المستطيل الشكل مع بيضة كاملة داخل عجينة البان كيك. يستخدم بائعو خبز البيض الكوري آلات خاصة تسمح لهم بصنع عشرات من الأرغفة في وقت واحد.